# Look at Your Game, Girl
«Look at Your Game, Girl» es una canción escrita por Charles Manson para su álbum Lie: The Love and Terror Cult (1970). Una canción folk rock y una balada popular psicodélica sobre una mujer loca. Su versión de la canción recibió críticas en su mayoría positivas por parte de los críticos. 
Guns N' Roses publicó una versión de "Look at Your Game, Girl" en su álbum "The Spaghetti Incident?" (1993). Esta versión de Guns N' Roses es una balada de música lounge con guitarra acústica y congas en su instrumentación que presenta elementos de la música brasileña y caribeña. Los críticos recibieron negativamente la canción, y opinaron que era de mal gusto. La decisión de Guns N 'Roses de "cubrir" la canción provocó una considerable controversia, ya que a algunos les preocupaba que Manson pudiera sacar provecho de la canción. En última instancia, las regalías fueron asignadas a Bartek Frykowski, el hijo de la víctima de Manson, Wojciech Frykowski, y la controversia no afectó las ventas de "The Spaghetti Incident?".

## Versión de Guns N' Roses
Axl Rose afirmó que su hermano le presentó la pista. Rose dijo sobre "Look at Your Game, Girl": "Me gustaron la letra y la melodía. Al escucharla me sorprendió, y pensé que podría haber otras personas que quisieran escucharla".
La canción fue lanzada a petición de Rose, a pesar de la protesta de sus compañeros de banda. Rose junto con Dizzy Reed (en percusión) son los únicos miembros de Guns N' Roses en tocar en la pista, con la guitarra acústica interpretada por Carlos Booy.
La voz de Rose en la pista es nasal.
Slash dijo que la versión se hizo con un espíritu de "ingenuo e inocente humor negro".

## Controversia
Doris Tate, la madre de Sharon Tate, dijo: "¿No se da cuenta Axl Rose de lo que este hombre le hizo a mi familia?" "Realmente me duele y me enoja que Guns N' Roses explote los asesinatos de mi hermana y otros para obtener beneficios".
Para contrarrestar las afirmaciones de que estaba glorificando a Manson, Rose dijo que "de ninguna manera soy un experto de Manson ni nada, pero las cosas que ha hecho son algo en lo que no creo. Es un individuo enfermo".